# 加久藤城
加久藤城（かくとうじょう）は、宮崎県えびの市加久藤にあった日本の城（平山城）。伊東氏の史料には「覚頭城」と記されている。えびの市指定史跡。

## 概要
比高53mほどの独立した丘陵上にあり、城の周囲が断崖となっている要害の城。また北側にあった鑰掛口は「鑰掛うど」と呼ばれる絶壁であった。
南東の大手門を守る城として「新城」が、西方の徳泉寺に通じる徳泉寺口を守る位置に樺山浄慶の屋敷（浄慶城）が存在した。
東に4kmほどの場所にある飯野城とは連絡路で結ばれており、その路上には西から大明神城・掃部城・宮之城の順で三つの塁が存在した。

## 歴史
応永年間（1394年～1428年）に北原氏が、真幸院小田村の山に「久藤城（ひさふじじょう）」として築き徳満城の支城とした。永禄5年（1562年）に北原氏が滅ぶと島津氏の所有となり、島津義弘により中城と新城を加えられ、それらを縄張りに加えて「加久藤城」と名を改められた。
川上忠智を城代とし、義弘の正室（広瀬氏）と嫡子の鶴寿丸（つるひさまる）を住まわせていたが、元亀3年（1572年）5月4日に木崎原の戦いが起こる。伊東氏の軍勢は樺山浄慶の屋敷を攻撃後、鑰掛口から城を攻撃する。
忠智は遠矢良賢が率いる飯野城からの援軍らと共に伊東軍を退けた。
天正4年（1576年）に鶴寿丸が8歳で病死すると、城中に墓をつくり葬った。現在、城へ向かう途中にある墓石は、明治元年頃に神道式に改築されたものである。
また義弘は、飯野城近くの地頭仮屋があった場所（現・えびの市役所 飯野出張所敷地内）に鶴寿丸の供養樹を植えており、現在も「飯野の大イチョウ」として残っている。
元和元年（1615年）の一国一城令により廃城。